# キヤノンRFマウント

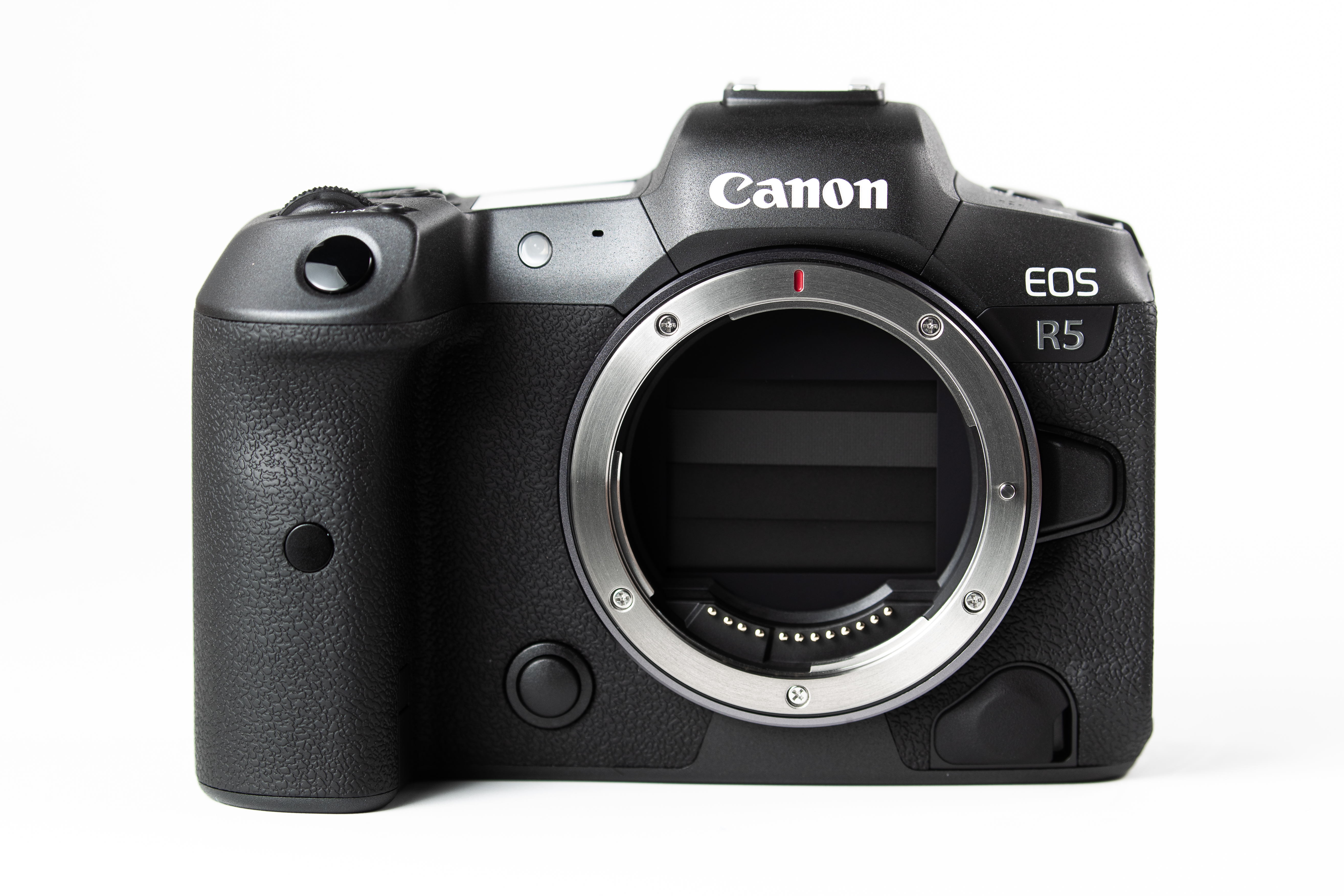
キヤノン EOS R5に搭載されているRFマウント

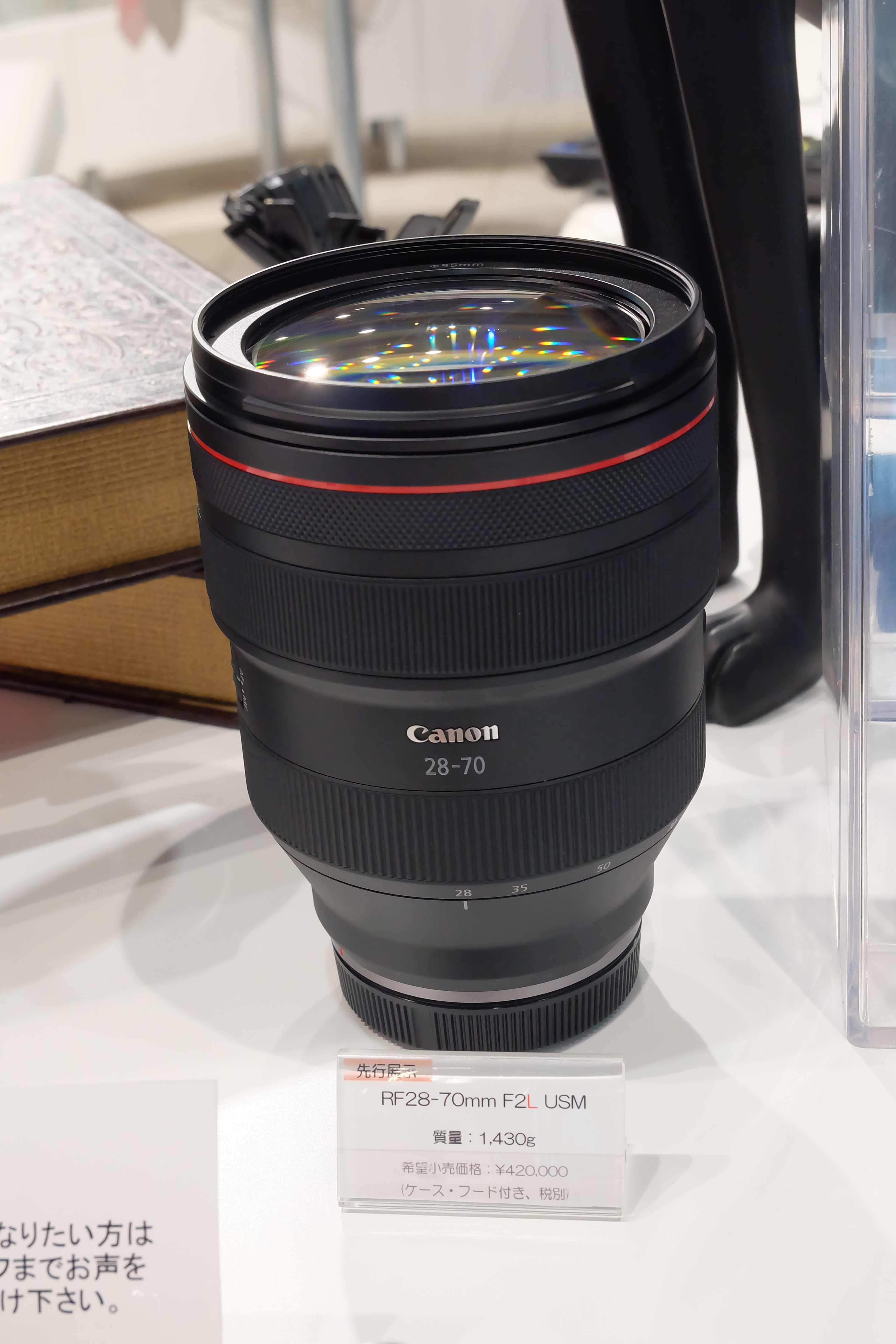
RFマウントレンズ（RF28-70mm F2 L USM）

キヤノンRFマウント（キャノン・アールエフ・マウント）は、キヤノンが開発したレンズマウント規格である。単にRFマウントと呼ばれることもある。
当初はキヤノンのミラーレス一眼カメラシリーズであるEOS Rシステム向けに開発されたものの、同社のCINEMA EOSシステムの一部やレッド・デジタル・シネマカメラ・カンパニーのREDシリーズの一部でも採用されている。

## 開発の経緯
キヤノンは2012年（平成24年）に「キヤノン EOS M」でミラーレス一眼カメラ市場に参入して以来、EF-Mマウントを採用するEOS Mシリーズを展開していた。しかし、小型・軽量を重視した同シリーズのカメラボディにはAPS-Cサイズの撮像素子を採用しており、それに合わせてEF-MマウントもAPS-Cセンサーを念頭に開発された規格だった。
他方で、2013年（平成25年）10月、ソニーが世界で初めて35mmフルサイズの撮像素子を搭載したミラーレス一眼カメラである「α7」および「α7R」を発表。その後、α7シリーズは、年々完成度を上げ、カメラとしての性能もシェアも伸ばしていた。
こうした中で、キヤノンでもフルサイズミラーレス一眼の開発が検討される。当初は、現行のEF-Mマウントのままフルサイズの撮像素子を搭載することを模索したが、目標とする性能が出ないなど、満足のいく結果が得られなかった。そこで、EF-Mマウントとは別に、35mmフルサイズの撮像素子を前提とした大口径のマウント規格を開発することとなった。

## 沿革

### 発表
2018年（平成30年）9月5日、キヤノンは新たなレンズマウントであるRFマウントと、同マウントを採用するミラーレス一眼カメラシリーズである「EOS Rシステム」を発表した。同時に、その初号機となるフルサイズミラーレスカメラとして「EOS R」を発表。また、4種類のRFレンズ（RF24-105mm F4 L IS USM、RF50mm F1.2 L USM、RF28-70mm F2 L USM、RF35mm F1.8 MACRO IS STM）や、EFマウントのレンズをRFマウントのカメラボディで使用するための各種マウントアダプターも発表した。

### その後の展開
2019年（令和元年）8月8日、レッド・デジタル・シネマカメラ・カンパニーの社長ジャレッド・ランドは、自身のInstagramアカウント上で「RED Komodo 6K」にRFマウントを採用することを公表。
2020年（令和2年）9月24日、キヤノンは「EOS C70」を発表。CINEMA EOS システムのカメラとしては初めてRFマウント採用したモデルとなる。
2022年（令和4年）5月24日、キヤノンは、RFマウントを採用する初のAPS-Cサイズ機として「EOS R7」と「EOS R10」を発表。また、APS-C機向けのRFレンズを「RF-Sレンズ」と呼称することも発表。
2023年（令和5年）2月8日、キヤノンは、同社のエントリー向け一眼カメラ「EOS Kiss」シリーズの流れを汲む「EOS R50」発表。
2023年（令和5年）2月24-25日に開催されたCP+2023にて、コシナは同社初のRFマウント対応レンズである「NOKTON 50mm F1 Aspherical RF-mount」を参考出品。RFマウントに対応したサードパーティ製レンズとしては初めて電子接点を搭載しており、カメラボディとの間でExif情報を共有できる。同レンズは、2023年9月15日に正式に発表され、同年10月26日に発売された。
2023年（令和5年）9月13日、キヤノンは、RFマウントを採用したCINEMA EOS システム向けレンズである「RFシネマレンズ」シリーズを発表。「CN-R24mm T1.5 L F」など同シリーズに属する7種類の単焦点レンズを発表。
2024年（令和6年）4月23日、シグマとタムロンは、RFマウントに対応したレンズの製造・販売を開始すると発表。シグマからは「SIGMA 18-50mm F2.8 DC DN | Contemporary」など6機種、タムロンからは「11-20mm F/2.8 Di III-A RXD (Model B060)」が発表された。いずれもRFマウントに対応したサードパーティ製レンズとしては初めてオートフォーカスに対応したレンズである。なお、これらのレンズはAPS-C機向けのレンズとなっており、2024年8月現在、オートフォーカスに対応したサードパーティ製のフルサイズ向けRFレンズは発表されていない。フルサイズ向けのレンズの発売予定について、シグマは「発売する予定はないが、最善を尽くす」としている。
2024年（令和6年）7月17日、キヤノンは、RFマウントを搭載したカメラボディとしては初となるフラッグシップ機「EOS R1」を2024年11月に発売することを発表した。

## 特徴
RFマウントの内径は54mm、フランジバックは20mmである。従来のEFマウントと比べると、内径は不変である一方で、ミラーレス化に伴ってフランジバックは大幅に短縮化している。内径については意図的にEFマウントから変えなかったわけではなく、複数のレンズを実際に設計して、光学的メリットとサイズのバランス、カメラの強度など総合的に判断した結果、54mm径に決まった。
搭載される電子接点の数は12点であり、EFマウントの8点から増加している。また、レンズとカメラボディ間の通信システムが刷新されている。この結果、フォーカスや絞り、手ブレ量といった撮影に必要なデータや、レンズ上のコントロールリングやレンズ情報表示用のデータ、デジタルレンズオプティマイザ（DLO）用の周辺光量、歪曲収差、色収差、回折などのデータを、EFマウントより高速、大容量で通信できる。そのため、EOS Rシリーズのカメラでは、マウントアダプターを使ってEFレンズを使用するよりも同種のRFレンズを使用する方が、レンズ長の短縮、DLOの搭載や周辺の改良による画質の向上、EVFの高速表示、静止画・動画撮影時のリアルタイムのカメラ内電子光学補正などのメリットがある。

## 採用機種
カメラボディ（キヤノン EOS Rシステム、35mmフルサイズ）
- キヤノン EOS R
- キヤノン EOS RP
- キヤノン EOS Ra
- キヤノン EOS R1
- キヤノン EOS R3
- キヤノン EOS R5
- キヤノン EOS R5 C
- キヤノン EOS R5 Mark II
- キヤノン EOS R6
- キヤノン EOS R6 Mark II
- キヤノン EOS R8

カメラボディ（キヤノン EOS Rシステム、APS-Cサイズ）
- キヤノン EOS R7
- キヤノン EOS R10
- キヤノン EOS R50
- キヤノン EOS R100

カメラボディ（キヤノン CINEMA EOS システム）
- キヤノン EOS C70 Cinema Camera
- キヤノン EOS C400 Cinema Camera

カメラボディ（REDシリーズ）
- RED Komodo 6K
- RED Komodo-X 6K
- RED V-Raptor 8K S35
- RED V-Raptor Rhino 8K S35

レンズ・マウントアダプター
2019年11月現在計10機種が発売されている